# Matsudaira Tadayoshi
En aquest nom japonès, el cognom és Matsudaira.
Matsudaira Tadayoshi (松平忠吉), també conegut com a Tokugawa Tadayoshi, (1580-1607) va ser un samurai, del període Azuchi-Momoyama i començaments del període Edo de la història del Japó. Va ser el quart fill de Tokugawa Ieyasu.

## Biografia
Tadayoshi va ser adoptat primerament per Matsudaira Ietada i el 1592 va rebre el feu del castell Oshi valorat en 100.000 koku. Va participar durant la batalla de Sekigahara donant suport al seu pare contra les tropes d'Ishida Mitsunari. En aquest conflicte va combatre contra les forces de Shimazu Yoshihiro.
Posterior a la batalla va ser transferit al feu de Kiyosu (valorat en 240.000 koku).